# Bransouze
Bransouze (deutsch Branitzlosen, auch Branzaus, Bransud) ist eine Gemeinde in Tschechien. Sie liegt 18 Kilometer nordwestlich von Třebíč und gehört zum Okres Třebíč.

## Geographie
Bransouze befindet sich im Süden der Böhmisch-Mährischen Höhe am rechten Ufer der Jihlava. Westlich des Dorfes erstreckt sich das Waldgebiet Černé lesy (Schwarzwald). Nordwestlich erhebt sich der Bransouzský vrch (534 m), im Westen der Šindelářuv vrch (569 m) und im Süden der Bukovec (571 m). Durch den Ort führt die Bahnstrecke Znojmo–Kolín.
Nachbarorte sind Dolní Smrčné und Horní Smrčné im Norden, Chlum und Kouty im Nordosten, Leština und Čechtín im Osten, Číchov im Süden, Radonín und Rychlov im Südwesten, Černé Lesy und Brtnice im Westen sowie Panská Lhota im Nordwesten.

## Geschichte
Das Dorf entstand wahrscheinlich zu Beginn des 13. Jahrhunderts und war Teil der landesherrlichen Herrschaft Přibyslavice. Die erste urkundliche Erwähnung von Branechewess erfolgte im Jahre 1234, als Markgraf Přemysl den Ort zusammen mit dem Städtchen Brtnice und acht weiteren Dörfern auf Gesuch seiner Mutter Konstanze dem Kloster Porta Coeli schenkte. 1240 tauschte die Äbtissin die vom Kloster weit abgelegenen Güter bei Wenzel I. gegen das besser erreichbare Pánov ein. Im 14. Jahrhundert erfolgte eine Teilung des Dorfes. Der größte Teil wurde als markgräfliches Lehen an verschiedene Besitzer ausgereicht. 1334 erhielt Michal Sele von Bransud und Skal einen Anteil des Dorfes, 1343 belehnte Markgraf Karl Smil von Lichtenburg mit einem weiteren Teil von Bransouze. Letzteren Teil erhielten die Brüder Radslav und Smil von Heraltice später als Pfand. Nachdem beide ohne Nachkommen verstorben waren, reichte Markgraf Johann Heinrich das heimgefallene Lehen 1366 an Peter Hecht von Rossitz aus.
Einen weiteren Anteil besaßen die Herren von Heraltice. Dieser Teil wurde 1373 durch Jan von Heraltice nochmals halbiert und seine Besitzer wechselten später mehrfach. Der den Herren Sele von Bransud gehörige Teil ging nach 1469 nach Herren von Sázava über. Jan von Sázava und Vranov verkaufte seinen Teil 1494 an Jan von Heraltice.
Daneben hielten auch die Markgrafen von Mähren noch einen kleinen Anteil, der zu den Brtnicer Gütern gehörte und den Domherren von St. Peter in Brünn überlassen wurde.
Der Anteil der Hecht von Rossitz war seit den Hussitenkriegen über zahlreiche Besitzer weitergereicht worden und wurde 1466 durch Georg von Podiebrad an Ulrich von Miličín als Lehn übergeben. 1505 verkaufte Ulrich der Jüngere von Miličín diesen Teil an Zdenko und Burian von Waldstein auf Brtnice.
Die Herren von Waldstein kauften nach dem Tode von Jan von Heraltice dessen Anteil auf und besaßen damit die beiden größten Teile von Bransouze. Nach dem Urbar von 1530 bestand das Dorf aus 20 Wirtschaften. 1579 wurde erstmals der Name Bransouze verwendet. Zu dieser Zeit gehörten zu den Gütern in Bransouze eine Mühle und eine Kalkbrennerei. Nach der Schlacht am Weißen Berg wurden die Güter des aus der Sadeker Linie des Geschlechts entstammenden Zdenko von Waldstein konfisziert und 1623 an den Präsidenten des Hofkriegsrates, Rambold XIII. Collalto et San Salvatore verkauft. Ab 1630 gehörte Bransouze zum Familienfideikommiss der Grafen Collalto. Der Besitz ging 1707 an eine jüngere Linie der Grafen Collalto und ab 1812 an die Fürsten Collalto über.
Nach der Aufhebung der Patrimonialherrschaften bildete Brancouze ab 1850 eine politische Gemeinde im Bezirk Třebíč. 1869 hatte das Dorf 367 Einwohner und 1921 waren es 381. Im Jahre 1871 erhielt das Dorf mit der Bahnstrecke Iglau-Znaim der Österreichischen Nordwestbahn einen Anschluss an das Eisenbahnnetz; die Bahnstation erhielt den Namen Branzaus-Pirnitz. Im Jahre 1977 entstand linksseitig der Jihlava ein Schwimmbad.

## Gemeindegliederung
Für die Gemeinde Bransouze sind keine Ortsteile ausgewiesen.

## Sehenswürdigkeiten
- Reste der Burg Bransudy, linksseitig über dem Tal der Jihlava. Der im 13. Jahrhundert entstandene Sitz der Vladiken von Bransouzy ist bis zum Beginn des 15. Jahrhunderts als Herrensitz nachweisbar. Er wurde während des böhmisch-ungarischen Krieges zerstört.